# Chloropipo
Chloropipo es un género de aves paseriformes perteneciente a la familia Pipridae que agrupa a dos especies nativas de regiones andinas en América del Sur, donde se distribuyen desde el oeste de Colombia, por Ecuador, hasta el sur de Perú. A sus miembros se les conoce por el nombre popular de saltarines, o bailarines.

## Etimología
El nombre genérico masculino «Chloropipo» se compone de las palabras del griego «khlōros » que significa ‘verde pálido’, ‘amarillo’, y «pipōn o piprō», una pequeña ave no identificada.

## Características
Los dos saltarines de este género son aves pequeñas, midiendo 12 cm de longitud, de colas bastante largas, muy inconspícuas, que habitan en el sotobosque de selvas montanas o de estribaciones montañosas. Son muy calladas y las exhibiciones que realizan son mínimas (si en realidad realizan alguna), diferente de otros miembros de la familia.

## Taxonomía
Los dos taxones Chloropipo flavicapilla y C. unicolor eran anteriormente colocados junto a los actuales Cryptopipo holochlora y Xenopipo uniformis todos juntos en Chloropipo más amplio. Prum (1992) los colocó a todos en el género Xenopipo junto a Xenopipo atronitens. Los estudios de Ohlson et al (2013) encontraron que Chloropipo y el ampliamente definido Xenopipo eran polifiléticos y describieron un nuevo género, Cryptopipo, para la anteriormente llamada X. holochlora, cuyos datos demostraron estar más próxima a Lepidothrix que a los géneros anteriores; también resucitaron Chloropipo para flavicapilla y unicolor, y retuvieron uniformis en Xenopipo junto con atronitens. Las propuestas fueron aprobadas en la amplia Propuesta N° 591 al Comité de Clasificación de Sudamérica (SACC), que redefinió la secuencia linear de toda la familia Pipridae.
Los estudios de filogenia molecular de Tello et al (2009) y McKay et al (2010), verificaron la existencia de dos clados bien diferenciados dentro de la familia Pipridae: uno llamado de subfamilia Neopelminae, agrupando a los saltarines más asemejados a atrapamoscas de los géneros Neopelma y Tyranneutes; y los restantes géneros llamados de "saltarines propiamente dichos", incluyendo el presente Chloropipo, en un clado monofilético Piprinae Rafinesque, 1815. Esto fue plenamente confirmado por los amplios estudios de filogenia molecular de los paseriformes subóscinos realizados por Ohlson et al (2013). El Comité de Clasificación de Sudamérica (SACC) adopta esta última división y secuencia linear de los géneros, a partir de la aprobación de la Propuesta N° 591. La clasificación Clements Checklist, y el IOC, adoptan integralmente esta secuencia y división.

## Lista de especies
Según las clasificaciones del Congreso Ornitológico Internacional (IOC) y Clements Checklist/eBird, el género agrupa a las siguientes especies con el respectivo nombre popular de acuerdo con la Sociedad Española de Ornitología (SEO):
| Imagen | Nombre científico       | Autor                | Nombre común      | Estado de conservación | Distribución |
| ------ | ----------------------- | -------------------- | ----------------- | ---------------------- | ------------ |
|        | Chloropipo flavicapilla | (P.L. Sclater), 1852 | saltarín amarillo | VU                     |              |
|        | Chloropipo unicolor     | (Taczanowski), 1884  | saltarín azabache | LC                     |              |